# Peramivir
Peramivir ist ein Arzneistoff aus der Gruppe der Neuraminidase-Hemmer, der zur Therapie der Grippe (Influenza) eingesetzt wird. Peramivir wirkt virostatisch, indem es die virale Neuraminidase hemmt, ein Enzym, das die Freisetzung der durch Vermehrung neu gebildeten Viren aus der Wirtszelle ermöglicht.
Peramivir unterscheidet sich von den Neuraminidase-Hemmern Zanamivir und Oseltamivir dadurch, dass es intravenös verabreicht wird.
Peramivir wurde 2014 in den USA unter dem Namen Rapivab zugelassen zur Behandlung akuter unkomplizierter Grippeerkrankungen. Zuvor hatte die amerikanische Zulassungsbehörde (Food and Drug Administration, FDA) Peramivir vorübergehend (von Oktober 2009 bis Juni 2010) für den Notfallgebrauch zur Behandlung der pandemischen Grippe H1N1 2009 („Schweinegrippe“) genehmigt.

## Handelsnamen
Rapivab (USA, CA), Rapiacta (J), Alpivab (EU, a.H.)